# Танзанія
Танза́нія, офіційна назва Об'єднана Республіка Танзанія (суах. Jamhuri ya Muungano wa Tanzania), країна на сході Африки на березі Індійського океану. Межує на півночі з Угандою і Кенією, півдні з Мозамбіком, Малаві і Замбією, на заході — з Демократичною Республікою Конго, Бурунді і Руандою. На сході омивається водами Індійського океану, на заході — озеро Танганьїка, на південному заході — озеро Ньяса, на півночі — озеро Вікторія. Член ООН та Співдружності націй.

## Атрибути країни
Окрім стандартних для світової практики атрибутів держави — назви країни, прапор, герб, гімн, Танзанія має національні, притаманні для цієї території державні атрибути, наприклад «жезл батька нації».

### Етимологія назви
До 1964 року територію країни охоплювали дві державні формації — континентальна й острівна (які в різні історичні часи мали різні назви). Але уже за часів новітньої історії (XIX—XX століття) ці територіальні формування стали відомі світу як Занзібар, що став англійським протекторатом у 1890 році, а незалежним султанатом у 1963 році та Танганьїка, колонія Німеччини до 1914 року, що була підмандатною територією Ліги Націй у 1920—1946, самоуправною територією у віданні ООН з 1946 року, а згодом одержала незалежність у межах Британської Співдружності в 1961 році.
Ставши незалежною республікою, очолюваною президентом Джуліусом Ньєрере, у 1964 році Танганьїка об'єдналася із Занзібаром, тому в назві держави поєднали кілька перших літер від назв попередніх державних формувань. Країна дістала назву Танзанія — ТАН (перші три букви від Танганьїка) + ЗАН (перші три букви від Занзібар). Таким чином, починаючи з 1964 року на світовій мапі постала держава з назвою — Об'єднана республіка Танзанія.

### Прапор країни
Прапор Танзанії був прийнятий в 1964 році шляхом об'єднання прапорів Танганьїки і Занзібару. Прапор розділений по діагоналі жовто-чорною смугою, яка формує зверху й по-низу два трикутники: верхній зелений, а нижній трикутник синій:
- Зелений колір прапора персоніфікований з багатою рослинністю в країні.
- Жовтий колір персоніфікований з багатими покладами корисних копалин у країні
- Чорний колір персоніфікований з кольором шкіри танзанійців.
- Синій колір персоніфікований з численними озерами і річками країни та Індійським океаном, що омиває його узбережжя.

### Герб країни
Герб Танзанії включає в себе воїна та селянку, які стоять опираючись на слонячі бивні (символізують природні багатства країни), обабіч щита (історичний щит притаманний африканським народностям) на якому символічно зображені особливості країни. Щит стоїть на верхівці гори Кіліманджаро, а в підніжжю гори та в ногах чоловіка і жінки, ростуть кущі гвоздики і бавовни, що символізують господарську діяльність та особливості Танзанії.
Золотиста верхня частина символізує наявність корисних копалин у республіці; другою частиною є прапор країни, третьою частиною є червоне тло під прапором, що символізує багаті й родючі ґрунти Африки, тоді як хвилясті смуги, на четвертій частині щита, символізують собою землі, моря, озера та узбережжя країни. У золотій частині прапора зображений палаючий смолоскип, що означає свободу, освіту й знання, а спис означає захист свободи, тоді як сокира і мотика є інструментами, якими послуговується народ Танзанії, що розбудовує свою країну.

### Гімн країни
Mungu ibariki Afrika (укр. Боже, благослови Африку) — державний гімн Танзанії. Є відомою мелодією Еноха Сонтонгі «Боже, благослови Африку» зі словами, перекладеними на суахілі, що також є частиною гімну Південної Африки й (зі зміненими словами) гімном Замбії. Був затверджений як державний гімн Танганьїки після одержання останньої незалежності в 1961 році. Після об'єднання Танганьїки із Занзібаром у нову країну Танзанію в 1964 році було вирішено залишити гімн першої як офіційний гімн.

## Географія

Карта Танзанії

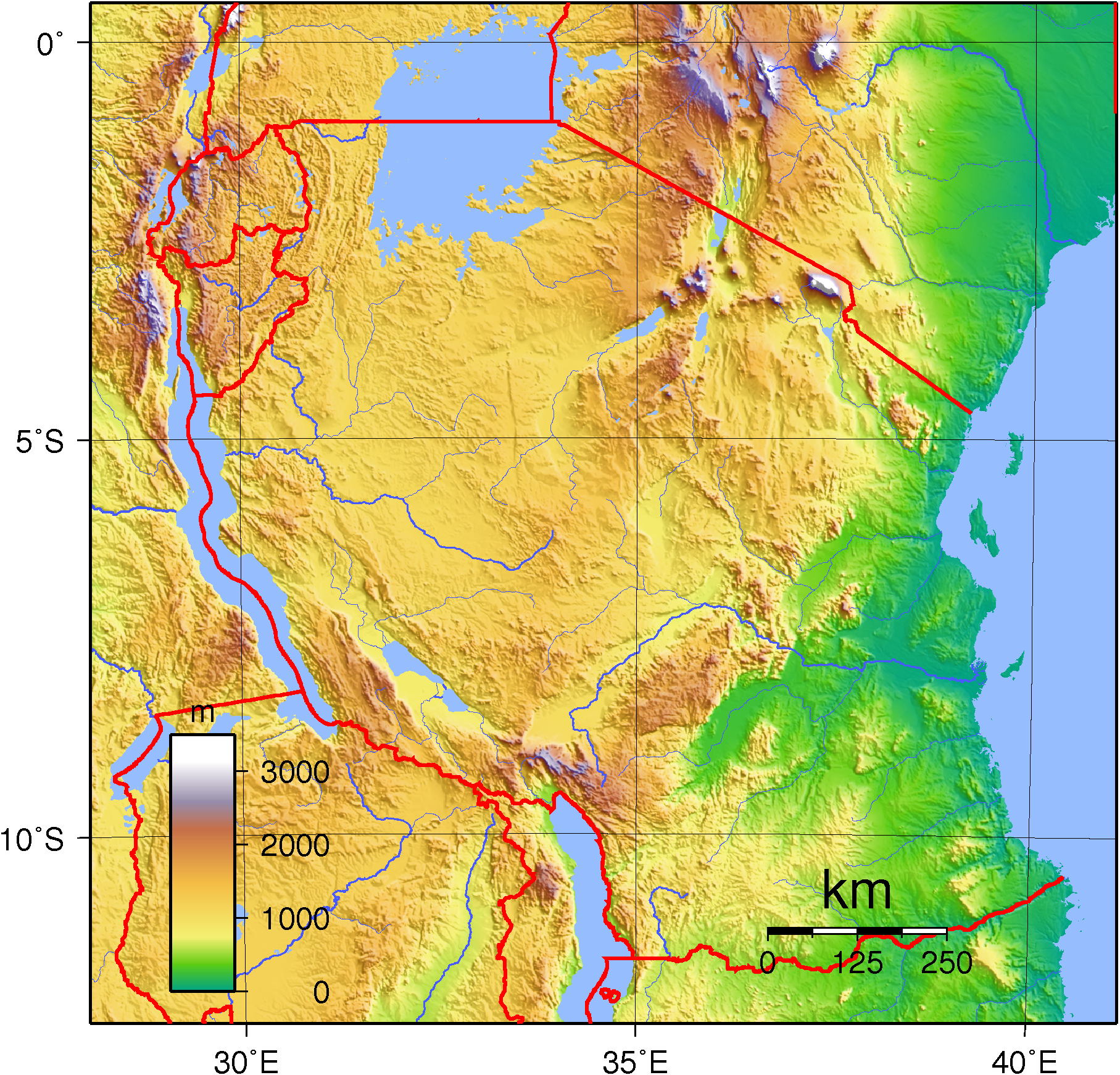
Топографічна карта Танзанії

Країна розташована на Східноафриканському плоскогір'ї (висота понад 1000 м). Найвища точка — вулкан Кіліманджаро (5895 м).
Клімат головним чином екваторіально-мусонний.
Головні річки — Пангані, Руфіджі, Рувума. По кордону — озера Вікторія, озеро Танганьїка, Ньяса (Малаві). Переважають савани та рідколісся.

### Клімат країни
Танзанія здебільшого розташована в тропічному поясі, тому їй характерний тропічний клімат. У високогір'ях, температура коливається від +10 до 20 °C в холодну і спекотні пори року, відповідно. В інших частинах країни температура рідко падає нижче 20 °C. Найспекотніший період приходить в період з листопада по лютий (25—31 °C), а найхолодніший період припадає на травень — серпень (15—20 °C).
Танзанії притаманні два основні сезонні періоди опадів. Одним з них є літній, що триває з грудня по квітень, а інший, не тривалий й міжсезонний, бімодальний сезон дощів відбувається двічі, в проміжку: жовтень-грудень і березень-травень. Перший проходить у південній, південно-західній, центральній і західній частинах країни, а другий сезон дощів, зчаста, находить на північ і північне узбережжям країни. У бімодальному режимі в березні — травні дощі зазвичай затяжні, які називають «Масика» (Masika), а в період жовтень-грудень, як правило, випадають короткочасні дощі, які називають «Вулі» (Vuli).

## Демографія Танзанії
У 2006 році чисельність населення Танзанії становило 38 329 000 осіб, за оцінками фахівців, темпи зростання чисельності танзанійців 2 відсотки. Населення країни розподілено вкрай нерівномірно по всій території Танзанії, з щільністю від 1 людини на квадратний кілометр у посушливих районах і до 51 особи на квадратний кілометр в материковій частині нагір'я із достатнім водозабезпеченням, та аж 134 людини на квадратний кілометр на Занзібарі. Більше 80 % населення мешкає у сільській місцевості. Дар-ес-Салам (колишня столиця) є найбільшим містом і торговим центром країни; тоді як Додома (розташований в самому центрі Танзанії) стала новою столицею і місцем перебування парламенту та більшості владних структур.
Загальні демографічні показники в Танзанії такі (дані виведені станом на 2008 рік):
- Вікова структура: 10—14 років — 44,3 % (чоловіків 7 988 898 / 7 938 979 жінок), 15—64 років — 53,1 % (чоловіки 9 429 959 / 9 634 102 жінки), 65 років і старші — 2,6 % (чоловіки 405 803 / 524 713 жінки).
- Темпи приросту населення — 2,07 %.
- Народжуваність — 35,12 новонароджених на 1000 осіб населення.
- Смертність — 17,38 смертей на 1000 осіб населення.
- Співвідношення статей: при народженні — 1,03 хлопчики / 1 дівчинка, у віці до 15 років: 1,01 хлопчика / 1 дівчинка, у віці від 15 років і до 65 років: 0,98 чоловіків / 1 жінку, у віці 65 років і старше: 0,77 чоловіків / 1 жінку, сумарний показник — 0,98 чоловіків / 1 жінку.
- Коефіцієнт дитячої смертності — 70,46 смертей на 1000 новонароджених.
- Очікувана тривалість життя: загальна — 51,45 року, для чоловіків — 50,06 року, для жінок — 52,88 року.
- Загальний коефіцієнт народжуваності — 4,62 новонароджених припадає на одну жінку.

Танзанія має високі темпи зростання населення. Загальний коефіцієнт народжуваності становить 5,3 дитини на одну жінку (хоча офіційні дані занижені, оскільки численні національно-релігійні групи не дають чітких даних, що пов'язано з етнічно-суспільними конфронтаціями, а також простими побутово-медичними проблемами, а звідси витікає значна смертність новонароджених). У наш час[коли?] близько 44 відсотки населення перебувають у віці до 15 років, тому, за всіма прогнозами, слід чекати чергового спалаху збільшення чисельності населення. У той же час існують суттєві перепони в подальшому існуванні цих осіб, які пов'язані з величезною злиденністю більшості населення країни і відносно високим відсотком санітарно-медичних проблем, особливо — поширенням СНІДу. Все це відбивається на високій смертності в країні та значним числом міграції за межі Танзанії.

### Етнічний склад країни
Населення Танзанії більшою мірою розподіляється на чорношкірих африканців, які становлять абсолютну більшість в країні, арабське населення, що в колишній історії країни було домінуючим у владних верствах та прошарках, але внаслідок революції та інших демографічних процесів воно суттєво скоротилося й тепер не відіграє такої суспільної ролі. Тоді як на його зміну добавилися вихідці з Азії (індійці, пакистанці та китайці), мігранти з інших африканських країн, а також незначна частина європейців.
Африканське населення складається з більш ніж 120 етнічних груп, з яких: 12 % сукума (Sukuma) і 9 % ньямвезі (Nyamwezi) , 8 % хехе (Hehe) і бена (Bena), гого (Gogo), 7 % гая (Haya), 6 % маконде (Makonde), 6 % чагга (Chagga) і ньяк'юса (Nyakyusa) налічують більш ніж 1 млн осіб. Інші значні етнічні групи — паре (Pare), шамбаа (Shambaa) і нгоні (Ngoni). Більшість танзанійців, в тому числі таких великих етнічних груп, як сукума і ньямвезі, за своїм походження банту. Окрім того в країні мешкають представники етнічної групи нільських племен або пов'язаних з ними своїм походженням — кочовики 3 % масаї (Maasai) та луо (Luo), обидва цих племені суттєвіше представлені в сусідній Кенії. Водночас в країні племена сандаве (Sandawe) і хадза (Hadza) говорять мовами з койсанської мовної сім'ї, поширення якої набагато тисяч кілометрів від Танзанії — в районі пустелі Калахарі в Південній Африці.
Значно малочисельнішими в країні є араби, індійці та пакистанці, китайці, а також незначна громада вихідців з Європи. У 1994 році азійська громада становила 50 000 осіб на материку і 4000 на Занзібарі. За приблизними оцінками урядовців у Танзанії мешкає 70 тисяч арабів, чисельність арабського населення лише приблизна, оскільки внаслідок Занзібарської революції, після 12 січня 1964 року була повалена місцева арабська династія, а тисячі арабів та індійців були вбиті в ході заворушень, решту були затримані й більшість з них були депортовані. Більшість з 10 тисяч європейців представлені у владних структурах, медицині, науці та великому бізнесі, а також підтримують гуманітарні місії та програми на Африканському континенті. Слід відмітити, що в країні в пересильних таборах мешкає 431 000 біженців із Бурунді та 96 000 із Демократичної Республіки Конго.

### Мови в країні
У Танзанії загалом розмовляють 127 різними мовами. У Танзанії, представлені всі чотири основні мовні груп Африки: близько 90 % населення говорять мовами банту, на півночі країни вживаються ніло-сахарські мови, південнокушитські мови, койсанські мови племен гадза і сандаве. Водночас, де-юре зафіксовано офіційну мову країни — суахілі, хоча вона не є національною танзанійською мовою, але, будучи історично вживана, як Лінгва-франка (ввібравши численні мовні особливості країни, вона виникла, як допоміжна мова міжетнічного спілкування), в теперішній час її почали використовувати в службових цілях, навчанні та торгівлі, таким чином де-факто вона стала офіційною мовою Танзанії.
За часів колоніальних, вживання мов різних племен було повсюдним, тому спершу німецькій колоніальній адміністрацій довелося опертися на більшу етнічну групу та використовувати її мову задля координації племен — таким чином колоніальний уряд спричинився до розвитку танзанійської «національної мови» — суахілі. Натомість, британський колоніальний період відзначився утисками суахілі та інших мовних груп, а задля адміністрування колонії була використана англійська мова (якою англійці намагалися заставити послуговуватися поневолені африканські племена-народи, особливо їх суспільну верхівку), тепер уже як на державній службі (в парламенті чи в уряді), так і в побуті, в навчальних і торгових закладах зобов'язані були використовувати англійську як офіційну мову. Але після повалення колоніальних пут Танзанія стала однією з небагатьох африканських країн, якій вдалося відновити свою мовну історію й потіснити колоніальну мову із суспільного вжитку (хоча англійська мова ще використовується в судах, закладах вищої освіти та в міждержавному спілкуванні). За суахілі в 1984 році було закріплено в законодавчому плані офіційний статус мови суспільно-політичного сектора, початкової освіти, освіти для дорослих, торгових операцій, тоді як за англійською залишилися галузі вищої освіти, університети, вищі суди. І незважаючи давню історію використання англійської мови в Танзанії, та мільйонне субсидування уряду Великої Британії заради заохочення верхніх прошарків танзанійського суспільства, ця мова вже втратила суттєве суспільне значення, як і колишній свій статус. Якщо ще в 1970-х роках серед танзанійських студентів зазвичай нормою було говорити тільки на англійській мові, то в ці дні вони вже говорять між собою, майже виключно, на мові суахілі, навіть викладання у середніх школах і університетах, які повинні бути офіційно тільки англійською мовою, іноді надається на мові суахілі або суміші суахілі-англійської.
У країні досі ще спостерігається явище мігрантських мов: так вихідці з Індії послуговуються індійськими мовами, саме тих районів з яких вони прибули (найпоширеніша гуджараті); португальська мова використовується вихідцями з Мозамбіку і індійцями з Гоа); в меншій мірі вживається французька мова (біженцями з сусідньої Руанди, Бурунді і Демократичної Республіки Конго); німецька мова була широко поширена в цей період колоніальний, але в теперішній час вона майже забута й послуговується окремими викладачами та в релігійних цілях незначним прошарком населення, а на Занзібарі головна розмовна мова — арабська, яка отримала також своє поширення й на континенті серед частини мусульман.

### Релігія в країні
Поточні статистичні дані про релігію в Танзанії недоступні, оскільки релігійні дослідження були виключені з урядового перепису опісля 1967 року, аби не провокувати конфесійних суперечок в країні. Водночас релігійні лідери та соціологи вважають, що християнські і мусульманські громади в країні приблизно однакового розміру, на кожну припадає від 30 до 40 відсотків населення, а решту складають послідовники інших конфесій, релігій корінних народів країни, і атеїсти. Конституція країни передбачає свободу віросповідання і уряд, в цілому, дотримується цих постулатів. Водночас, напруженість у відносинах між мусульманами та християнами в Танзанії є високими з кожним роком зростає (що спричинене як внутрішніми так й зовнішніми чинниками). Також були випадки загострення напруженості між світськими і фундаменталістськими мусульманськими течіями, адже останні закликають «послідовників пророка» дотримуватися суворих канонів ісламу в повсякденному житті.
Послідовники християнства становлять в основному: католики, православні, протестанти, п'ятидесятники, адвентисти сьомого дня, мормони і Свідки Єгови. Серед протестантів яскраво виражені лютерани і прибічники моравської церкви (так відображене німецьке колоніальне минуле країни), як і англікани (а це вже слід британської колоніальної історії Танганьїки). Всі ці релігійні течії мали суттєвий вплив у тій чи іншій мірі на зародження руху «Walokole» (епоха Відродження Східної Африки), що послужило згодом поживним ґрунтом для поширення харизматичних і п'ятдесятницьких груп-сект.
Занзібар, вважається форпостом мусульманства в країні, там мешкає більше 99 % мусульман. А на материку, мусульманські громади не такі чисельні й зосереджені в прибережних районах, також є кілька великих мусульманських меншин у внутрішніх міських районах країни, в першу чергу це склалося історично, оскільки вони компактно селилися уздовж колишніх караванних шляхів. Переважна більшість населення суніти — від 80 до 90 відсотків, а решту складають прибічники шиїтських груп, в основному азійського походження.
У країні зареєстровані й активно розвиваються й інші, малочисельні, релігійні спільноти — буддисти, індуїсти і бахаїсти. Таке явище, здебільшого, спричинене міграційними процесами на материковій частині країни, а оскільки Танзанія є світською державою тому численним прихильникам різних конфесій тут не є обтяжливо перебувати, на відміну від їх становища в сусідніх країнах.

## Адміністративний поділ Танзанії

Адміністративний поділ Танзанії

Танзанія ділиться на 26 регіонів — по танзанійському мкоа (mkoa), 21 на материку і 5 в Занзібарі (три на острові Унгуджі, два на Пембі). Мкоа, зі свого боку, діляться на 98 районів — вілая (wilaya), кожен з яких має в своєму складі принаймні один виконавчий орган-раду, дані розмежування були зачаті задля подальшого підвищення рівня місцевої влади; керівництво громадами за допомоги органів місцевого самоврядування. На теперішній час існує 114 рад, що діють в 99 районах, з них 22 міські і 92 сільських самоврядних одиниці.
| Регіон (mkoa)                  | Регіон (англійською мовою) | Адміністративний центр | Площа, км² | Населення (станом на 2002), тис.осіб |
| ------------------------------ | -------------------------- | ---------------------- | ---------- | ------------------------------------ |
| Аруша                          | Arusha                     | Аруша                  | 36 486     | 1 292,973                            |
| Дар-ес-Салам                   | Dar es Salaam              | Дар-ес-Салам           | 1 393      | 2 497,940                            |
| Додома                         | Dodoma                     | Додома                 | 41 311     | 1 698,996                            |
| Занзібар Західний              | Zanzibar Urban/West        | Занзібар               | 230        | 391,002                              |
| Занзібар Північний             | Zanzibar North             | Мкокотоні              | 470        | 136,953                              |
| Занзібар Центральний/Південний | Zanzibar Central/South     | Коані                  | 854        | 94,504                               |
| Іринга                         | Iringa                     | Іринга                 | 56 864     | 1 495,333                            |
| Кагера                         | Kagera                     | Букоба                 | 28 388     | 2 033,888                            |
| Кігома                         | Kigoma                     | Кігома                 | 37 037     | 1 679,109                            |
| Кіліманджаро                   | Kilimanjaro                | Моші                   | 13 309     | 1 381,149                            |
| Лінді                          | Lindi                      | Лінді                  | 66 046     | 791,306                              |
| Маньяра                        | Manyara                    | Бабаті                 | 45 820     | 1 040,461                            |
| Мара                           | Mara                       | Мусома                 | 19 566     | 1 368,602                            |
| Мбея                           | Mbeya                      | Мбея                   | 60 350     | 2 070,046                            |
| Мванза                         | Mwanza                     | Мванза                 | 19 592     | 2 942,148                            |
| Морогоро                       | Morogoro                   | Морогоро               | 70 799     | 1 759,809                            |
| Мтвара                         | Mtwara                     | Мтвара                 | 16 707     | 1 128,523                            |
| Пемба Північна                 | Pemba North                | Вете                   | 574        | 186,013                              |
| Пемба Південна                 | Pemba South                | Мкоані                 | 332        | 176,153                              |
| Пвані                          | Pwani                      | Кібага                 | 32 407     | 889,154                              |
| Рувума                         | Ruvuma                     | Сонгеа                 | 63 498     | 1 117,166                            |
| Руква                          | Rukwa                      | Сумбаванга             | 68 635     | 1 141,743                            |
| Сингіда                        | Singida                    | Сингіда                | 49 341     | 1 090,758                            |
| Табора                         | Tabora                     | Табора                 | 76 151     | 1 717,908                            |
| Танга                          | Tanga                      | Танга                  | 26 808     | 1 642,015                            |
| Шиньянга                       | Shinyanga                  | Шиньянга               | 50 781     | 2 805,580                            |

## Економіка

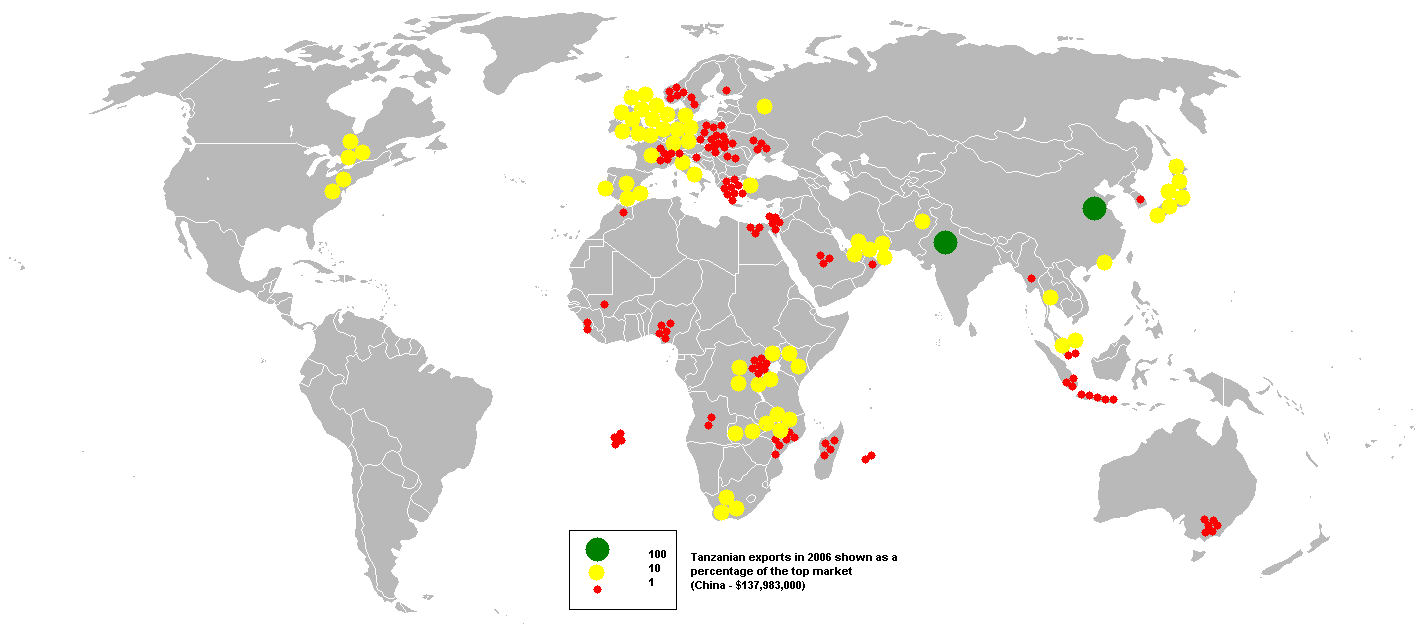
Розподіл експорту Танзанії у країни світу у відсотках для кожної окремо взятої країни в 2006 році порівняно з лідером Китаєм (100 % = $137,983,000).

Танзанія — переважно аграрна країна. Основні галузі промисловості: гірнича (алмази, золото та ін.), нафтопереробна, металообробна, нафтохімічна, харчова, текстильна, деревообробна, цементна.
Транспорт — автомобільний, залізничний, морський, авіасполучення. Основні порти: Дар-ес-Салам і Танга. Є три міжнародних аеропорти — Дар-ес-Салам, Аруша і Занзібар.
За даними [Index of Economic Freedom, The Heritage Foundation, U.S.A. 2001]:
- ВВП — $ 5,6 млрд.
- Темп зростання ВВП — 3,5 %.
- ВВП на душу населення — $173.
- Прямі закордонні інвестиції — $ 0,1 млрд.
- Імпорт — $ 1,4 млрд. (Японія — 8,3 %; ПАР — 8,3 %; Велика Британія — 7,8 %; Кенія — 6,7 %; Індія — 5,7 %).
- Експорт — $ 1 млрд. (Індія — 19 %; Велика Британія — 10 %; Німеччина — 8,3 %; Японія — 7,7 %; Нідерланди — 7,6 %).

Виробництво електроенергії у 1990-ті роки — близько 1 млрд кВт·год на рік.
Див. також:
- Корисні копалини Танзанії;
- Гірнича промисловість Танзанії;
- Енергетика Танзанії.

## Зовнішня політика

### Дипломатичні відносини з Україною
Справами України в Танзанії відає українське посольство в Кенії.

## Культура

### Мови
- Асська мова

## Спорт
Філберт Баї і Сулейман Ньямбуї завоювали срібні медалі на Олімпійських іграх 1980 року, це єдиний доробок танзанійських спортсменів на цих змаганнях. Танзанія бере участь в Іграх Співдружності.
Найпопулярнішою грою в країні є футбол, у який грають по всій країні. Найбільше уболівальників мають два основні клуби країни — «Янґа» (англ. Young African Sports Club - Yanga) і «Сімба» (англ. Simba sports club - Simba)
Баскетбол також популярний, але головним чином в армії і школах. Танзанія пишається тим, що виховала одного гравця НБА — Хашим Табіт (англ. Hasheem Thabeet), який грає за «Мемфіс Грізліс». Він є першим танзанійцем, що грає в лізі НБА. Регбі почали культивувати в Танзанії недавно, але команда прогресує доволі швидко.